# H.P. Bergmann
Hans Peter Bergmann (født 18. august 1805 i Sundbyvester, død 28. februar 1871 var en dansk dyrlæge og politiker.
Bergmann var søn af smedemester Anders Bergmann. Han blev færdiguddannet dyrlæge i 1823 og var derefter praktiserende dyrlæge i Brøndbyvester. Fra 1828 til 1838 var han dyrlæge ved grevskabet Bregentved med bolig på Turebyholm. I 1839 fik en gård i arvefæste i Dalby Sogn ved Rønnede og senere også jord fra Dalby præstegård. Bergmann var formand for sognerådet i Dalby-Thureby Sognekommune i 16 år.
Han var kongevalgt medlem af Den Grundlovgivende Rigsforsamling fra 12. oktober 1848 til 5. juni 1849.